# Sarabau (Plered)
Sarabau is een bestuurslaag in het regentschap Cirebon van de provincie West-Java, Indonesië. Sarabau telt 4281 inwoners (volkstelling 2010).